# Kevin Dillon
Kevin Brady Dillon, född 19 augusti 1965 i Mamaroneck, New York, är en amerikansk skådespelare. 
Dillon är kanske mest känd för sin roll som Johnny "Drama" Chase i TV-serien Entourage. Har även en framträdande roll i Plutonen.
Han är yngre bror till skådespelaren Matt Dillon. Sedan april 2006 är han gift med Jane Stuart och tillsammans har de en dotter.

## Filmografi i urval
- 1985 – Heaven Help Us
- 1986 – Plutonen
- 1988 – Remote Control
- 1988 – The Rescue
- 1988 – Panik
- 1988 – War Party
- 1989 – Immediate Family
- 1991 – The Doors
- 1992 – A Midnight Clear
- 1994 – No Escape
- 1995 – Criminal Hearts
- 1996 – True Crime
- 1997 – Stag
- 1998 – Hidden Agenda
- 1998 – Misbegotten
- 2000 – Interstate 84
- 2004 – Out of Blood
- 2004–2011 – Entourage (TV-serie)
- 2006 – The Foursome
- 2006 – Poseidon
- 2006 – Scarface: The World Is Yours
- 2009 – Hundpensionatet

Kevin Dillon har även medverkat i TV-serier som That's Life, 24 och NYPD Blue.